# Ford Telstar

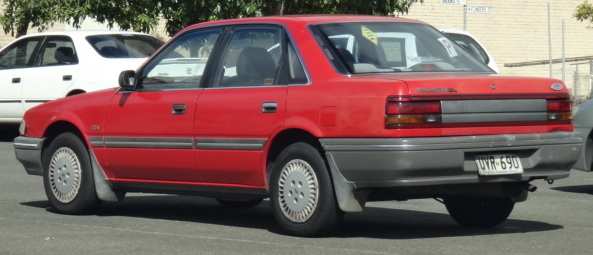
la Ford Telstar AT, basée sur la Mazda 626 GD

La Ford Telstar est un modèle de voiture basé sur la Mazda 626 et vendu en Australie et au Japon.

## Première génération (AR, AS; 1982-1987)

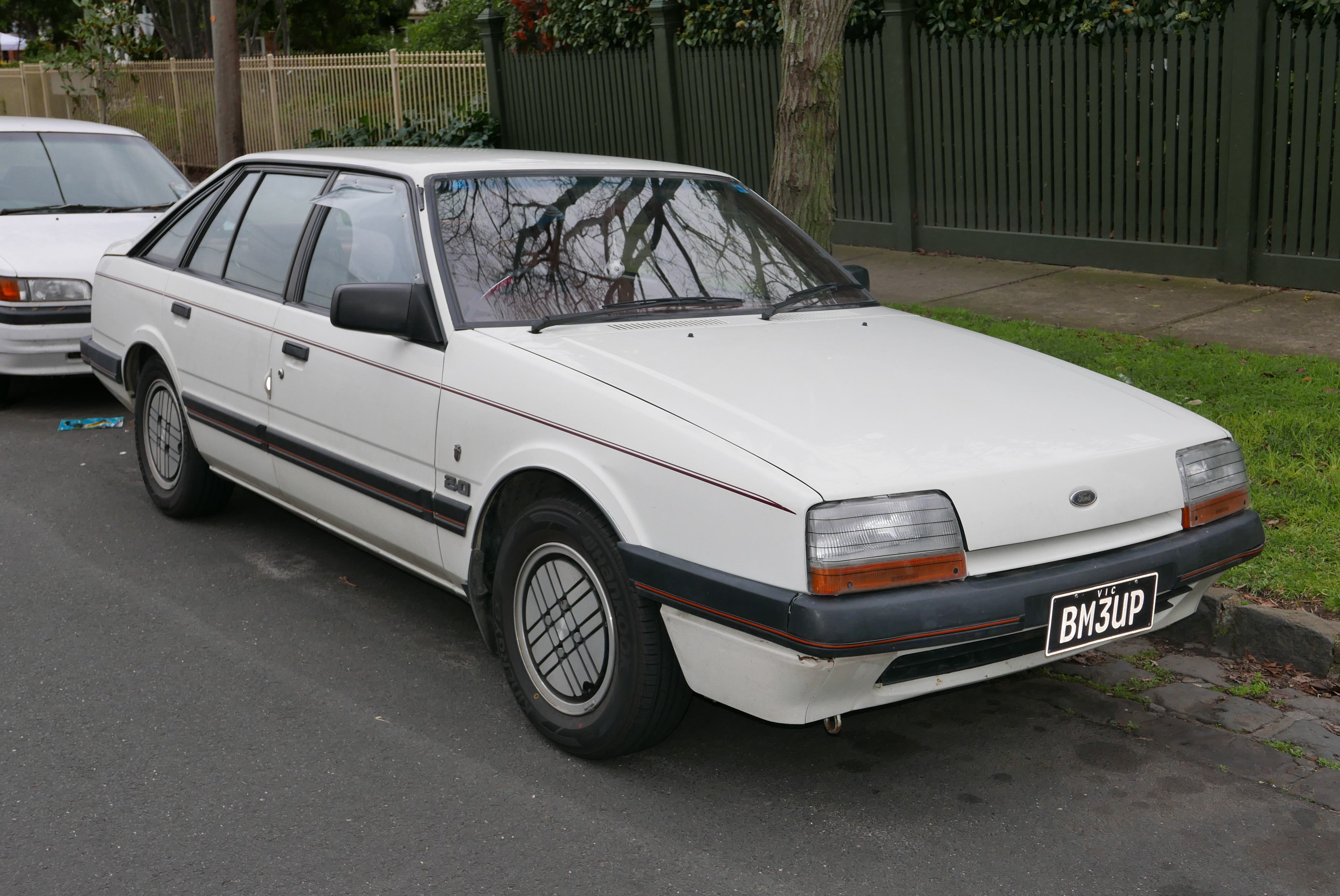
Ford Telstar I 5 portes

Ford a introduit sur le marché japonais en octobre 1982 la Telstar série AR berline à malle et à hayon, il s'agit d'une version rebadgée et légèrement restylée de la nouvelle Mazda 626 (GC) à traction avant, toutes deux fabriquées sur la chaîne de production de Mazda à Hōfu,,. Le style mis à jour par rapport à la Mazda a été réalisé par Ford Australie. Cet effort de restylage faisait partie des 150 millions de dollars australiens dépensés par Ford Australie pour la Telstar, y compris la mise en place d'installations pour une production locales. Un coefficient de traînée de Cx=0,36 a été atteint par l'AR berline à hayon.
La Telstar a comblé le vide laissée par la Cortina TF en 1981 dans la gamme des produits de Ford Australie. La berline Ford Meteor était positionnée en tant que remplaçante provisoire, bien qu'elle occupe le segment en-dessous,.
La Telstar AR a été introduite en Australie en mai 1983, avec les GL, S et Ghia berlines à malle, ainsi que les TX5 et TX5 Ghia berlines à hayon. Pour le marché local, l'assemblage avait lieu à l'usine Ford de Campbellfield, Victoria à l'aide de kits Complete Knock-Down (CKD),. Pour libérer la capacité de l'usine pour la Ford Falcon (XF), la production de la Telstar TX5 est passée au Japon, les concessionnaires recevant les premières livraisons en février 1985.
Au lancement, les caractéristiques uniques de la TX5 Ghia série AR comprenaient un siège conducteur électrique avec des traversins latéraux réglables et un tableau de bord électronique avec tachymètre à LED et compteur de vitesse numérique. Des barres verticales fluorescentes montrent le niveau de carburant et la température du moteur. La climatisation était en option sur tous les modèles, tout comme la direction assistée sur tous les modèles à transmissions manuelles sauf les GL, S et TX5. Le modèle S ajoutait un siège conducteur réglable en hauteur et comportait un revêtement différent par rapport à la GL.
La série AR offrait des boîtes manuelles à quatre et cinq vitesses et des transmissions automatiques à trois vitesses. La transmission à quatre vitesses était de série dans la Telstar GL, la transmission à cinq vitesses étant la norme dans les autres modèles et la transmission automatique était en option sur tous les modèles. Il n'y avait qu'un seul moteur proposé - un moteur à carburateur de 2,0 litres avec 70 kW (94 ch) et 158 N⋅m. Après avoir initialement importé ce moteur, Ford en a commencé la fabrication dans son usine de Norlane, Geelong fin 1983, remplaçant l'ancien groupe motopropulseur V8 de l'usine,.
Les changements locaux pour le modèle australien comprenaient des modifications telles que des sièges avant qui amélioraient la hauteur sous plafond et le réglage de la suspension. La suspension était entièrement indépendante, avec un système à ressorts/amortisseurs, incorporant une géométrie anti-plongée et à décalage négatif pour aider à la stabilité dans des conditions glissantes et lors de freinages violents. Des barres anti-roulis ont été installées à l'avant et à l'arrière. La suspension de la TX5 comportait également des amortisseurs électroniques variables, réglables via des boutons sur le tableau de bord pour les modes normal, automatique ou sport. Avec la 626, la Telstar a été la voiture de l'année du magazine Wheels en 1983.
Un modèle revisité (l'AS) est arrivé en Australie en septembre 1985. Cela comprenait un restylage mineur à l'avant et à l'arrière, un intérieur entièrement mis à jour, une suspension améliorée, des garnitures révisées et plus de fonctionnalités. Les clignotants avant ont été déplacés depuis les phares vers le pare-chocs, avec des répétiteurs latéraux ajoutés aux sections enveloppantes du pare-chocs avant. Les feux arrière de la berline à malle ont été redessinés et tous les modèles ont reçu de nouveaux enjoliveurs en alliages. La GL était désormais équipée d'un rétroviseur latéral gauche, les modèles Ghia obtenant le fonctionnement des rétroviseurs électriques. La mise à jour AS a également bénéficié de vitres latérales et arrière teintées pour la GL berline à malle. L'instrumentation analogique était désormais standard sur toute la gamme, s'affranchissant de la configuration numérique utilisée auparavant dans la TX5 Ghia. La nouvelle console centrale abritait un équipement audio, un plateau de rangement, un levier de vitesses et, sur les modèles Ghia, des commutateurs de vitres électriques. La Telstar GL et la TX5 de base proposaient une console plus basique intégrant le frein à main et un cendrier pour les passagers arrière. Les modèles Ghia comportaient une console avec un accoudoir et un couvercle en «verre fumé» acrylique pour offrir un espace de rangement supplémentaire. Par rapport à la série AR, l'espace de rangement de la console des modèles Ghia a été augmenté, tout comme la capacité de la boîte à gants dans toutes les versions. Les sièges ont également été révisés - le travail de Ford Australie - et c'est une modification qui ne s'appliquait qu'aux voitures portant le badge Ford. Parmi les autres modifications intérieures, citons celles apportées à l'appareillage de commutation monté sur la tige et une nouvelle horloge numérique au centre du tableau de bord bénéficiant d'un capot anti-éblouissant. L'horloge était auparavant maladroitement située devant le levier de vitesses.
Pour la série AS, les changements de suspension comprenaient des ressorts arrière améliorés et une réduction du diamètre de la barre anti-roulis arrière. Des améliorations ont également été apportées à la suspension réglable de la TX5 Ghia. Côté freinage, les Ghia sont désormais équipées de freins à disque aux quatre roues ; Les Telstar GL et TX5 ont conservée les disques avant et les tambours arrière. Des freins à disque avant ventilés et des plaquettes semi-métalliques étaient désormais installés sur toute la gamme pour fournir, en liaison avec les conduits de refroidissement des freins dans la jupe avant, une capacité de refroidissement des freins accrue et une réduction de perte et du crissement des freins.
En 1985, Ford a vendu 20 982 Telstar en Australie, c'était la huitième plaque signalétique la plus vendue.
En mars 1986, le vaisseau amiral TX5 Turbo a été lancé en Australie, avec un moteur de 87 kW (117 ch) et 200 N⋅m associé à une boîte manuelle à cinq vitesses. L'équipement standard de la finition Ghia comprenait une peinture bicolore, des jantes en alliage, un aileron arrière, un volant à trois branches, la climatisation, une direction assistée et un système audio Pioneer. Toujours en 1986, toutes les Telstar ont été mis à jour pour fonctionner à l'essence sans plomb.
En Nouvelle-Zélande, la Telstar, comme la Laser, était initialement assemblée localement à partir de 1983 (remplaçant la gamme Cortina très réussie) dans l'usine de Ford Seaview près de Lower Hutt et plus tard à l'usine de la coentreprise Ford/Mazda à Wiri, Auckland, appelée Vehicle Assemblers de Nouvelle-Zélande (VANZ). Les Mazda 626 et Mazda 323 aux spécifications européennes et mécaniquement identiques étaient initialement assemblées séparément par Motor Holdings à Otahuhu, mais elles ont ensuite rejoint les Telstar et Laser à VANZ. Elle a été lancée en juillet 1983. En Nouvelle-Zélande, la première génération de Telstar était disponible sous forme de berline à malle et de la TX5 berline à hayon, utilisant des moteurs quatre cylindres de Mazda de 1,6 et 2,0 litres. Cependant, l'absence d'une version break, sur un marché où la demande pour de tels véhicules était forte, a incité Ford Nouvelle-Zélande à introduire en 1984 un Sierra break assemblé localement.

## Deuxième génération (AT, AV; 1987-1992)

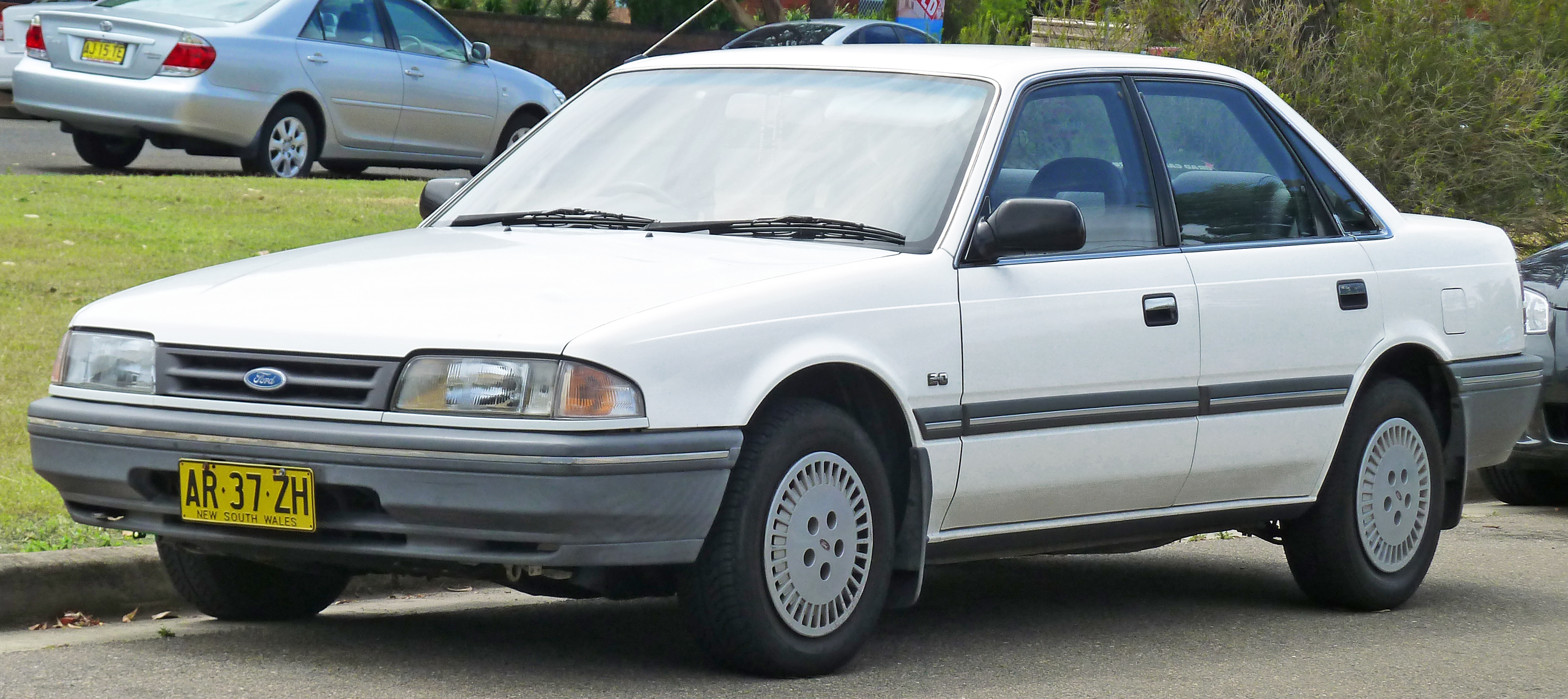
Ford Telstar II 4 portes

La génération originale de la Telstar a été remplacée en Australie en octobre 1987 par une version actualisée, appelée la série AT. Ford a rebadgé et a légèrement redessiné la Mazda 626 (GD) pour la série AT berline à malle et la TX5 berline à hayon. Un break était également disponible, construit sur la plate-forme GV, elle-même basée sur la plate-forme GD, unique au Japon et en Nouvelle-Zélande,,. Le modèle AV restylé est sorti en Australie en janvier 1990, se distinguant par une nouvelle calandre, des nouvelles garnitures et des nouvelles roues.
Sur le marché australien, la gamme est désormais importée depuis le Japon pour faire place au cabriolet Capri sur la chaîne de Campbellfield,. Le passage vers l'assemblage local a été rendu possible par l'accumulation de crédits à l'importation obtenus de l'exportation de la Capri vers les États-Unis,. La GL berline à malle de base et la berline à hayon emportaient le moteur quatre cylindres en ligne de 2,0 litres de l'AS produisant 68 kW (91 ch), tandis que les modèles Ghia comportaient un moteur quatre cylindres en ligne de 2,2 litres à 12 soupapes avec 84 kW (113 ch). Le produit phare, la TX5 Turbo, utilisait une variante du moteur de 2,2 litres, d'une puissance nominale de 108 kW (145 ch) avec du carburant super et des freins antiblocage. La puissance de sortie de la Turbo est tombée à 100 kW (130 ch) lorsqu'elle fonctionne avec du carburant ordinaire.
Les Telstar berlines à malle d'Australie ont été abandonnées en octobre 1989 en raison des dépenses liées à leur importation depuis le Japon, résolues en passant à la Ford Corsair assemblée localement, une Nissan Pintara (U12) rebadgée et relookée,,. Dans le cadre du plan Button, Ford et Nissan devaient partager des modèles.
Les deux étaient plutôt vendues côte à côte dans la gamme Ford jusqu'à l'introduction de la troisième génération de Telstar en 1992,. Entre 1990 et 1992, la Telstar (série AV) TX5 berline à hayon haute performance de construction japonaise n'était disponible qu'en Australie. Cependant, la Corsair s'est avérée moins populaire que la Telstar, perdant considérablement des ventes en 1991.
En Nouvelle-Zélande, en revanche, la gamme est restée inchangée, même si elle a ensuite été complétée par la Sierra, cette fois importée de Belgique en petits volumes, plutôt qu'assemblés localement, et en tant que modèles premium. Ni la Corsair ni la Pintara n'étaient vendues en Nouvelle-Zélande, mais un modèle similaire, la Nissan Bluebird, a été proposé sur le marché local.
En Malaisie, la Telstar a continuée d'être assemblée par Amim Holdings après une brève interruption, atteignant le marché en mars 1988. Elle était proposée en Ghia berline à malle avec une transmission manuelle à cinq vitesses et un moteur de 1,8 litre ou en TX5 berline à hayon avec une transmission automatique et un moteur de 2,0 litres. Début 1990, un modèle restylé a été présenté, avec une nouvelle calandre plus petite, des feux arrière modifiés et un nouveau moteur à 12 soupapes remplaçant le précédent moteur de 2,0 litres. Le moteur de 1,8 litre a continué avec 90 ch (67 kW) tandis que le nouveau moteur de 2,0 litres offrait 110 ch (82 kW). Il y avait trois modèles proposés; la berline 1.8, la berline Ghia 2.0 et la TX5 Ghia 2.0.
En Indonésie, cette génération était commercialisée sous le nom de «Ford Telstar Thunder».

## Troisième génération (AX, AY; 1991-1997)

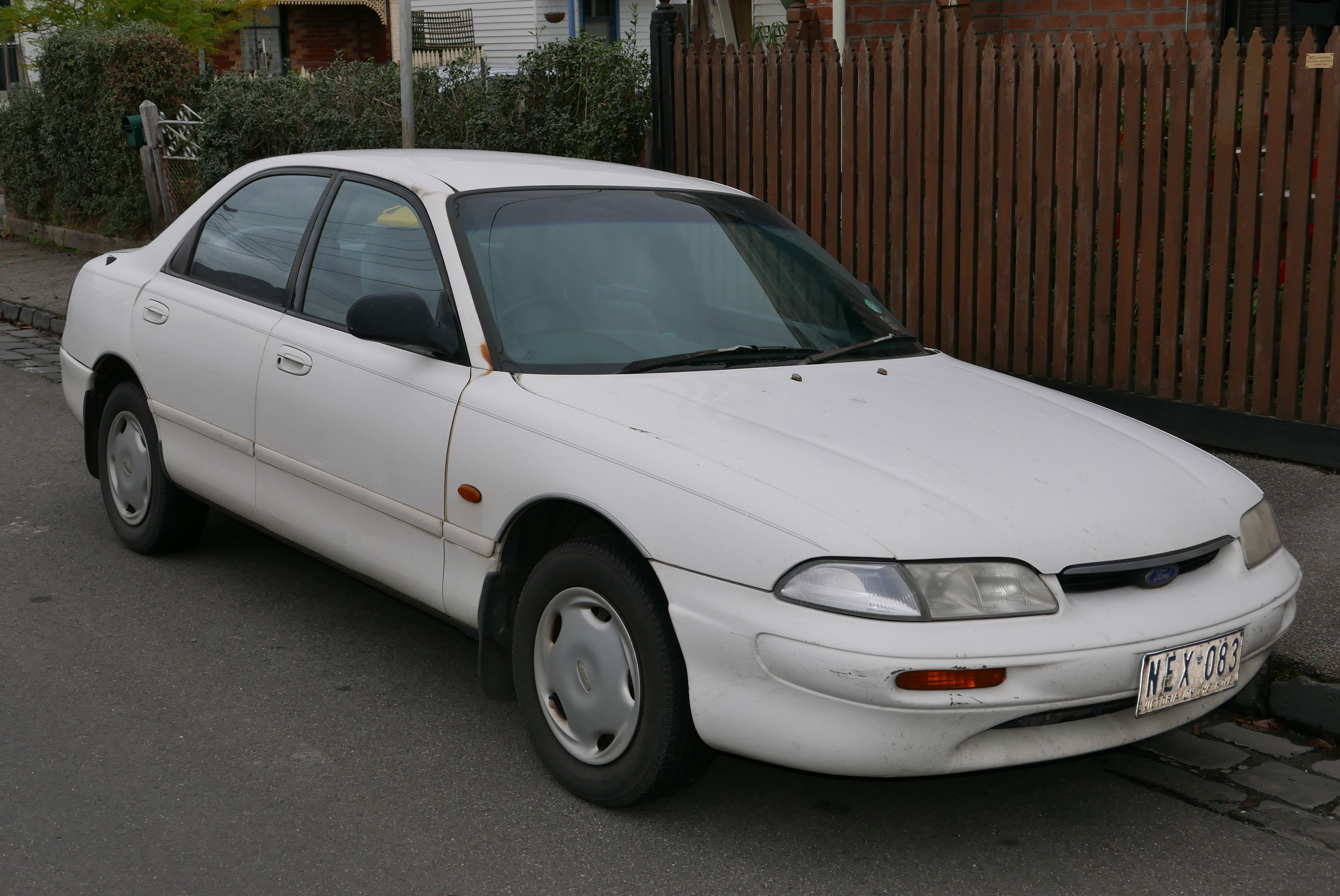
Ford Telstar III 4 portes

Après l'introduction de la Mazda 626 à plate-forme GE, Ford a introduit la version Telstar au Japon en octobre 1991 chez les concessionnaires japonais de Ford appelés Autorama. Au Japon, la Telstar GE était disponible dans une gamme de modèles berlines à malle avec toutes les options de moteur quatre cylindres et V6 et la finition TX5 berlines à hayon comportant uniquement les moteurs V6. Le Telstar break à plate-forme GV a également continué aux côtés de la berline à malle et de la berline à hayon. Toutes les variantes étaient disponibles dans une grande variété de niveaux de finition, beaucoup offrant des niveaux d'équipement élevés par rapport aux autres marchés. Elles ont toutes été remplacées en 1997 par la Telstar à plate-forme GF.
La série AX est arrivée en Australie en décembre 1992. Puis a suivi la décision de Nissan de mettre fin à la fabrication de la Nissan Pintara en Australie en 1992, la version rebadgée de Ford, la Corsair, a également été abandonnée. Cela a laissé la Telstar comme seule offre de Ford dans le segment du marché des voitures de taille moyenne.
Ce modèle a été élu Voiture de l'année par le magazine Wheels pour 1992. Les niveaux de finition étaient GLX, Ghia et Ghia 4WS. Les quatre roues directrices étaient proposées dans la Telstar TX5 haut de gamme. Un modèle AY relooké est apparu en août 1994. En Australie, la Telstar a été remplacée par la Mondeo en 1995.
La Nouvelle-Zélande, comme l'Australie, a reçu la Telstar AX en 1992, suivie de l'AY fin 1994. Les versions néo-zélandaises étaient proposées en GLi, GLEi, Ghia et TX5i berline à malle et en TX5 XRi berline à hayon, utilisant des moteurs quatre cylindres de 1,8 et 2,0 litres et des moteurs V6 de 2,5 litres. La version familiale de la Telstar de génération précédente a continué avec la berline de la génération précédente, offerte en tant que modèle d'entrée de gamme appelé Telstar Orion. Les deux modèles ont conservé le moteur quatre cylindres SOHC antérieur de 2,0 litres. Tous les modèles de Telstar étaient assemblés aux côtés d'une gamme similaire de modèles Mazda 626 (à l'exception de l'Orion, unique à Ford) dans l'usine Ford-Mazda Vehicle Assemblers de Nouvelle-Zélande (VANZ) à Wiri, dans le sud d'Auckland.
Lorsque les premières Mondeo ont été proposées à l'étranger, Ford Nouvelle-Zélande a proposé la berline AY avec le moteur quatre cylindres en deux niveaux de finition : Telstar Contour et Telstar Mystique (du nom des versions respectives de Ford et Mercury pour la Mondeo américaine) en remplacement des GLi et GLEi, respectivement. La gamme AY comprenait également une Telstar Eurosport V6 berline à malle (remplaçant la GLEi V6) et des versions améliorés des modèles TX5i et TX5 XRi berline à hayon.
Une V6 berline, avec suspension ajustée et garniture unique, connue sous le nom de Telstar Radisich d'après le pilote de course néo-zélandais Paul Radisich, a également été vendue localement en édition limitée. Cela a été mis en vente en deux séries de 100 voitures chacune, d'abord en 1994 (basé sur la GLEi AX) et de nouveau en 1996 (basé étroitement sur l'Eurosport AY). Les caractéristiques notables du modèle sont des jantes ROH Astron en alliage de 16 pouces, un kit carrosserie «aero» (similaire à la TX5 XRi) et des décalcomanies d'insigne Radisich.
En 1997, l'assemblage local de la Telstar a cessé avec tous les autres modèles de Ford et Mazda lorsque l'usine VANZ d'Auckland a fermé. Elle a été remplacée sous toutes ses formes par la gamme Mondeo de fabrication belge. Le Telstar s'est toujours très bien vendue pour Ford Nouvelle-Zélande.
En Afrique du Sud, la Telstar a remplacé la Sierra en 1993, étant assemblée par Samcor aux côtés de la Mazda 626. Comme en Nouvelle-Zélande, une Telstar Contour et une Telstar Mystique étaient proposées. En 1998, la Telstar a été remplacée par la Mondeo, qui a ensuite été entièrement importée.
En Malaisie, la troisième génération de Telstar est arrivée en août 1992. Elle était initialement disponible en tant que berline à malle avec un moteur quatre cylindres de 2,0 litres ou en tant que berline à hayon (appelée «TX-5») mieux équipée et dotée d'un moteur V6, également de 2,0 litres de cylindrée. Le modèle à moteur quatre cylindres était associé à une transmission manuelle à cinq vitesses, tandis que le V6 recevait une boîte automatique à quatre vitesses. Plus tard, le V6 de 150 PS (110 kW; 148 ch) a également été installé dans la berline à malle et il est devenu disponible couplé à une transmission manuelle dans la TX-5. En 1997, la Telstar de Malaisie a reçu un nouvel insert de calandre et la transmission automatique a finalement trouvé sa place dans la variante à moteur 4 cylindres 16 soupapes de 2,0 litres. La production a pris fin début 2001. Cependant, les stocks invendus ont duré jusqu'en 2003.
En Indonésie, cette génération était proposée avec le moteur quatre cylindres en ligne de 2 litres ou le V6 de 2,5 litres, et elle était vendue sous les noms de Telstar Brilliant (berline quatre portes) et Telstar Challenge (berline cinq portes).

## Quatrième génération (1994-1997)
Entre 1994 et 1996, un modèle connu sous le nom de Telstar II a été produit sur la plate-forme CG aux côtés de la Mazda Capella, toutes deux uniquement vendues sur le marché japonais.

## Cinquième génération (1997-1999)

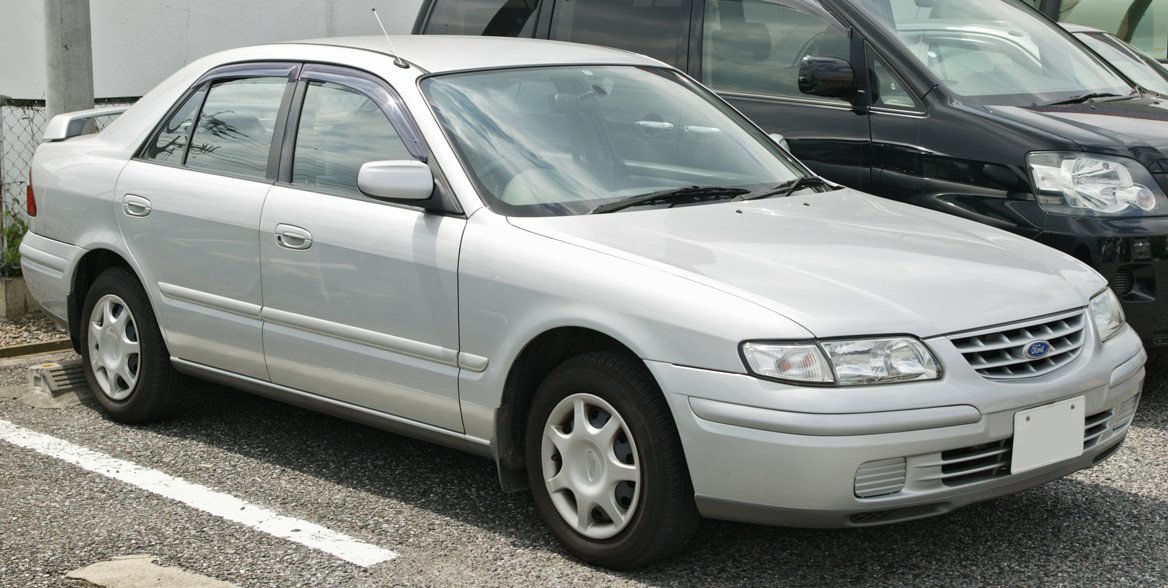
Ford Telstar V.

La dernière Telstar, basée sur la plate-forme GF, est sortie en 1997 mais uniquement disponible au Japon, car Ford commercialisait désormais la Mondeo dans la région Asie-Pacifique. Elle n'était disponible qu'en berline et en break, sans version à hayon disponible.
La Telstar a été abandonnée par Ford Japon en 1999 alors que la société cherchait à se différencier de Mazda en se concentrant sur les modèles européens et américains de Ford. Les Telstar étaient brièvement disponibles avec la direction à quatre roues motrices de Mazda.